# Радіус-вектор

Радіус-вектор визначає положення точки відносно початку координат O. В декартовій системі координат, де — одиничні вектори.

Ра́діус-ве́ктор (зазвичай позначається r) — вектор, проведений з початку координат до даної точки. Радіус-вектор повністю визначає положення точки в системі координат, а компоненти радіус-вектора відповідно дорівнюють координатам точки.
Наприклад, в просторовій декартовій системі координат, компоненти радіус-вектора дорівнюють декартовим координатам x, y, z точки.
В теоретичній фізиці (теорія поля) використовують 4-радіус-вектор в чотиривимірному просторі. Сукупність координат події (ct, x, y, z) можна розглядати як компоненти чотиривимірного радіус-вектора, що позначаються через xʲ, де індекс j 0,1,2,3.